# 松采沃 (库尔斯克州)
松采沃（羅馬化：Solntsevo）是俄罗斯库尔斯克州的市级镇、松采沃区行政中心及规模最大聚居地，位于第聂伯河流域内杰斯纳河主要支流谢伊姆河畔，地处库尔斯克州东南部，在州府库尔斯克东南方。镇内设有同名铁路车站。
旧称科罗维诺（Коровино），1967年改为现名。该地2021年人口有3,700人；2010年人口4,295；2002年人口4,475；1989年人口4,993。